# Drosophila dyula
Drosophila dyula este o specie de muște din genul Drosophila, familia Drosophilidae, descrisă de Burla în anul 1954. Conform Catalogue of Life specia Drosophila dyula nu are subspecii cunoscute.